# Kościół św. Józefa w Hawrze

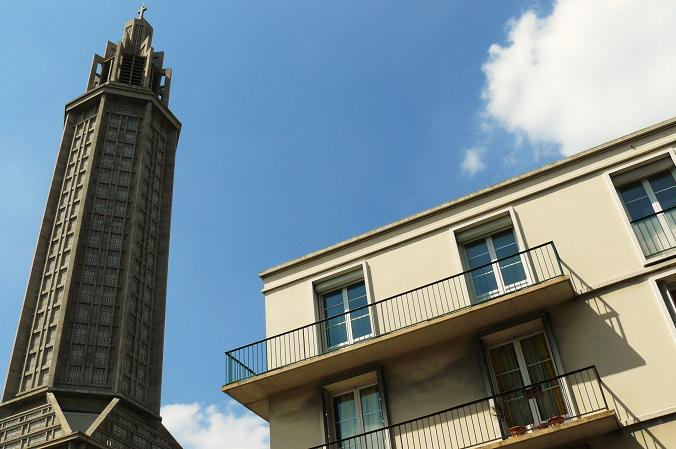
Hawr (wieża kościoła Saint-Joseph)

Kościół św. Józefa w Hawrze (fran. l'église Saint-Joseph) – modernistyczna świątynia katolicka wybudowana w latach 1951–1957 przez francuskiego architekta Auguste’a Perreta na terenie nowego centrum miasta Hawr, zrekonstruowanego przez tegoż po zniszczeniach wojennych (1946–1954).

## Historia
Pierwsza kaplica powstała w tym miejscu w 1871. Z czasem została zastąpiona drugim kościołem w 1877. W dniu 5 września 1944 został on całkowicie zniszczony w wyniku bombardowania miasta, które zakończyło się prawie całkowitym zburzeniem Hawru. Trzecią (obecną) świątynię zaprojektował Perret, jako integralną część założenia urbanistycznego nowego Hawru.
W latach 2003–2005 przeprowadzono gruntowną restaurację kościoła. Kościół, wraz z całym zrekonstruowanym centrum Hawru, stanowi zespół architektury modernistycznej, wpisany w 2005 na listę światowego dziedzictwa UNESCO.

## Architektura
Było to jedno z najważniejszych dzieł Perreta. Architekt, nazywany ojcem żelbetu, zaproponował świątynię z tego właśnie tworzywa, na planie krzyża greckiego. Potężną, wysoką na 107 m wieżę kościoła wspierają cztery grupy poczwórnych filarów z surowego żelbetu. Wnętrze ekspresyjnie ubarwia gra światła, przenikającego przez witraże z grubego szkła. Interesującym zabiegiem jest prawie całkowita redukcja znaczenia portalu wejściowego – przypomina on wjazd do hali fabrycznej. Na budowę świątyni zużyto 700 ton stali i 50 tys. ton betonu.